# Villanders
Villanders (italià Villandro) és un municipi italià, dins de la província autònoma de Tirol del Sud. És un dels municipis del districte i vall d'Eisacktal. L'any 2007 tenia 1.858 habitants. Comprèn les fraccions de St. Stefan (Santo Stefano), St. Moritz (San Maurizio) i St. Valentin (San Valentino). Limita amb els municipis de Barbian, Klausen, Lajen, Ritten i Sarntal.

## Situació lingüística
| Pertinença lingüística (cens 2001) | 98,29% alemany |
| Pertinença lingüística (cens 2001) | 1,37% italià   |
| Pertinença lingüística (cens 2001) | 0,34% ladí     |

## Administració
| Període | Identitat   | Partit |
| ------- | ----------- | ------ |
| 2004-   | Josef Krapf | SVP    |

## Personatges il·lustres
- Sepp Kusstatscher, alcalde de 1978 a 1985, conseller provincial pel SVP i europarlamentari pels Verds.

Territori comunal